# Гуаружа-ду-Сул
Гуаружа-ду-Сул (порт. Guarujá do Sul)  —  муниципалитет в Бразилии, входит в штат Санта-Катарина. Составная часть мезорегиона Запад штата Санта-Катарина. Входит в экономико-статистический  микрорегион Сан-Мигел-ду-Уэсти. Население составляет 4637 человек на 2006 год. Занимает площадь 100,550 км². Плотность населения — 46,1 чел./км².
Праздник города —  25 июля.

## История
Город основан 25 июля 1951 года.

## Статистика
- Валовой внутренний продукт на 2003 составляет 36.178.108,00 реалов (данные: Бразильский институт географии и статистики).
- Валовой внутренний продукт на душу населения на 2003 составляет 7.756,88 реалов (данные: Бразильский институт географии и статистики).
- Индекс развития человеческого потенциала на 2000 составляет 0,803 (данные: Программа развития ООН).